# Quattro tesori d'Irlanda
Nella mitologia irlandese i quattro tesori o gioielli o reliquie d'Irlanda sono quattro oggetti magici che i Túatha Dé Danann portarono con loro invadendo l'Irlanda.

## Fonti
Nel Lebor Gabála Érenn ("Libro delle Invasioni d'Irlanda") i Tuatha Dé Danann sono originari delle «isole al nord del mondo», dove imparano la magia, prima di invadere l'Irlanda a bordo di oscure nubi e approdare nel Connaught. Solo la Lia Fáil viene menzionata.
Una recensione del Lebor Gabála, il Cath Maige Tuired ("[Seconda] Battaglia di Mag Tuired") e il breve testo "I Quattro Gioielli" contenuto nel Libro Giallo di Lecan aggiungono altri particolari. Nel Lebor Gabála e nel Cath Maige Tuired c'erano quattro città sulle «isole al nord del mondo»: Falias, Gorias, Findias e Murias. Nel Foras Feasa le quattro città si trovano nel Lochlann e i Tuatha Dé attraversano il mare sulla loro flotta piuttosto che in una nebbia magica. I Tuatha Dé, discendenti di Béothach, figlio di Iarbonel, sbarcano in queste città per imparare i segreti dei druidi ("druidecht"), la conoscenza ("fis"), l'arte profetica ("fáitsine") e l'arte magica ("amainsecht"). Ogni isola è sede di un mago poeta.

## I quattro tesori
- da Falias, sede di Morfesa o Fessus, la "Pietra del destino" (Lia Fáil): emette un grido se chi vi si siede è adatto ad essere Re Supremo d'Irlanda (si presume che si trovi sulla Collina di Tara, nella Contea di Meath);
- da Goirias o Gorias, sede di Esras, la "Lancia di Lúg" (Slèa Bua): nessuno che l'ha posseduta è mai stato sconfitto
- da Findias, sede di Uiscias o Uscias, la "Spada di luce" (Claíomh Solais): nessuno ha mai schivato un suo fendente
- da Muirias o Murias, sede di Semias, il "Calderone del Dagda" (Coire Ansic): nessuna compagnia se n'è mai allontanata affamata